# Licence de libre diffusion
Ne doit pas être confondu avec licence libre.
 (décembre 2014).
Une licence de libre diffusion (parfois abrégé LLD) ou licence ouverte  est une licence s'appliquant à une œuvre de l'esprit par laquelle l'auteur concède certains des droits que lui offre le droit d'auteur quant à l'utilisation, à la modification, à la rediffusion et à la réutilisation de l'œuvre dans des œuvres dérivées.
Tout comme les licences libres dont elles dérivent, elles facilitent la prolifération d'une œuvre en autorisant la copie et l'usage sous certaines conditions. Cependant le courant de pensée qui sous-tend les licences libres est animé par une volonté éthique d'égalité.
Les licences de libre diffusion ont pour seul fondement de faciliter la diffusion, que ce soit dans une démarche d'équité ou simplement pour populariser une œuvre en limitant les frais publicitaires.
On peut compter parmi les licences de libre diffusion les licences Creative Commons.

## Définition et origine du terme
Une licence de libre diffusion est une licence qui concède à tous des droits, normalement restreints par la loi, sur une œuvre de l'esprit.
Une licence de libre diffusion confère tout ou partie de chacune des possibilités suivantes :
- La possibilité d'utiliser l'œuvre, pour tous les usages ;
- La possibilité d'étudier l'œuvre ;
- La possibilité de redistribuer des copies de l'œuvre ;
- La possibilité de modifier l'œuvre de l'esprit et de publier ces modifications.

Une licence est dite licence libre si ces possibilités, nommées libertés, sont présentes en totalité.
La plupart des licences considérées comme ouvertes garantissent au minimum les possibilités de diffuser des copies de l'œuvre dans un cadre non-commercial.
La limite caractérisant une licence de libre diffusion reste cependant floue. Par exemple l'éditeur logiciel Sun inclut dans certaines de ses licences l'interdiction d'usage dans le cadre de la fabrication de missiles, d'armes nucléaires, chimiques ou biologiques.
La terminologie "licence ouverte" a été proposée par la commission sur la mise à disposition ouverte des œuvres de l'esprit par le Conseil supérieur de la propriété littéraire et artistique, du ministère de la Culture français, afin de distinguer ces licences des licences dites "libres", qui, elles, accordent dans leur définition la plus stricte la totalité des quatre libertés.
L'usage des termes "ouverts", "libres", "libre diffusion" est toutefois parfois confus. Par exemple, le mouvement de la musique libre peut parfois faire référence à des contenus sous licence "libres" ou sous licences "ouvertes" (dans la terminologie de cet article) suivant l'interlocuteur.

## Historique et relations avec le mouvement de laculture libre
Ces licences ont parfois été évoquées sous les termes de licence libre, issus du logiciel libre, bien que parfois non conformes aux libertés fondamentales telles que définies par le logiciel libre. La grande variété des autorisations et des restrictions définies par ces différentes licences a poussé à adopter les termes de licences de libre diffusion[réf. nécessaire], en admettant au passage que ces licences ont une ouverture variable des droits qu'elles octroient, lesquels sont clairement définis par les termes de la licence.  C'est notamment le cas des logiciels dits freewares.
Avec la démocratisation de l'informatique et de l'accès internet, de nombreux auteurs ont commencé à diffuser sous des licences de libre diffusion en dehors du domaine logiciel. Bien que la Licence Art Libre et la licence Creative Commons BY-SA soient les licences libres les plus utilisés dans les domaines de l'art, une large part des auteurs préfèrent diffuser sous une licence de libre diffusion, restreignant notamment l'usage commercial.
La diffusion est alors libre au sens d'une utilisation non commerciale entre individus (ce qui ouvre le "cercle" de la diffusion au-delà du cercle familial classiquement accepté par la loi).

## Principales licences de libre diffusion
- la GPL, pour « General Public License » ;
- la LGPL, pour « Lesser General Public License » ;
- la licence BSD de la Berkeley software distribution ;
- la Licence Apache ;
- les licences Creative Commons (les licences « NC » et « ND » sont bien des licences de libre diffusion, mais ne sont pas considérées comme libres par les tenants de la définition originelle) ;
- la Licence Art Libre ;
- la MPL ;
- la CeCILL, pour « CEA CNRS INRIA Logiciel Libre », une licence libre française.

### Liste de licences de libre diffusion
Les licences de libre diffusion se sont multipliées :
- Academic Free License: AFL
- Apache License, Version 2.0: AL20
- Apache Software License: ASL
- Apple Public Source Licenses: APSL
- BSD License: BSD
- Common Public License: CPL
- Licence CEA CNRS INRIA Logiciel Libre Version 2.0: CeCILL
- Licence ouverte / open licence de l’État français
- Eiffel Forum Licence Version 2.0: EFL version 2
- Eclipse Public License: EPL
- GNU General Public License: GNU GPL
- GNU Affero General Public License: GNU AGPL
- GNU Lesser General Public License: GNU LGPL
- IANG Licence: IANG
- IBM Public License: IBMPL
- Intel Open Source License: IOSL
- Licence Libre de Diffusion Gratuite Paternité V1 : LLDGP1
- Licence ludique libre
- Mozilla Public License Version 1.0: MPL10
- Mozilla Public License Version 1.1: MPL11
- Netscape Public License, Version 1.0: NPL10
- Netscape Public License, Version 1.1: NPL11
- Open Software License: OSL
- PHP License: PHPL
- Perl Artistic Licence: PAL
- Python License (CNRI Python License): CNRIPL
- Python Software Foundation License: PSFL
- Sleepycat Software Product License: SL
- Sun Industry Standards Source License: SISSL
- Sun Public License: SPL
- W3C Software License
- WTFPL
- wxWindows Library License: WXWLL
- zlib/libpng License: ZLL
- Zope Public License: ZPL